# Joanna Bruzdowicz-Tittel
Joanna Maria Bruzdowicz-Tittel (ur. 17 maja 1943 w Warszawie, zm. 3 listopada 2021 w Taillet) − polska kompozytorka, pianistka, krytyk muzyczny i publicystka.

## Życiorys
Pochodziła z warszawskiej muzycznej rodziny, ojciec Konstanty był wiolonczelistą, matka Maria z domu Wilczek pianistką. Zaczęła komponować w wieku sześciu lat. Studiowała kompozycję u prof. Kazimierza Sikorskiego w Państwowej Wyższej Szkole Muzycznej w Warszawie (dyplom 1966). Już w czasie studiów rozpoczęła działalność pianistyczną i koncertowała także w Belgii, Austrii i Czechosłowacji. Była współzałożycielką, a w latach 1964-1968 sekretarzem generalnym polskiej sekcji „Jeunesses Musicales”.
W 1968 otrzymała stypendium im. Maurice'a Ravela, przyznane przez rząd francuski i do 1970 studiowała w Paryżu kompozycję u Nadii Boulanger, Oliviera Messiaena oraz P. Schaeffera, ponadto muzykologię pod kierunkiem J. Chailleya na Sorbonie, zakończoną obroną doktoratu na podstawie pracy Matematyka i logika w muzyce współczesnej. W 1969 była współorganizatorką Groupe International de Musique Electroacoustique de Paris (GIMEP).
Obok komponowania zajmowała się także krytyką i publicystyką muzyczną. Była autorką audycji w radiu francuskim, belgijskim i niemieckim, propagujących nową muzykę, występowała z odczytami, ponadto wraz z mężem, H.J. Tittelem pisała scenariusze filmowe dla telewizji francuskiej i niemieckiej. Prowadziła klasy mistrzowskie m.in. w Massachusetts Institute of Technology, na Yale University, Uniwersytecie Południowej Kalifornii, Uniwersytecie Kalifornijskim, Sorbonie i Uniwersytecie Montrealskim.
W 1983 założyła i była przewodnicząca Belgijskiego Towarzystwa im. Fryderyka Chopina i Karola Szymanowskiego oraz wiceprzewodniczącą International Federation of Chopin Societies. W 1996 stworzyła doroczny Międzynarodowy Festiwal Muzyki w Céret. Miała obywatelstwo polskie i francuskie.
Od 1975 mieszkała w Tervuren, a od 2002 w Céret.
W jej twórczości kompozytorskiej duże znaczenie ma muzyka sceniczna, zwłaszcza opery, m.in. Kolonia karna (1968), do tekstu Franza Kafki, napisana na zamówienie Opery Praskiej − choć do premiery nie doszło, kompozycja zdobyła na zachodzie uznanie, będąc jej wrotami do sławy, a wersja francuska miała premierę w Tours w roku 1972; Trojanki (1972) do tekstu Eurypidesa); Bramy raju (1984) − światowa premiera w Teatrze Wielkim w Warszawie, poruszające tematy historyczne i współczesne.
Ważniejsze utwory: musicale Tides and Waves (1991), Maisonneuve i Przypływy i odpływy (1996), balet Le petit prince, Symfonia. Koncerty: m.in. dwa koncerty skrzypcowe, The Cry of the Phoenix na wiolonczelę i orkiestrę (1994), Stabat mater na chór a cappella (1993). Ponadto kwartety smyczkowe, wiele pieśni i kantat oraz bogaty dorobek muzyki radiowej i filmowej.

## Odznaczenia
- Krzyż Oficerski Orderu Odrodzenia Polski (2001)
- Srebrny Medal „Zasłużony Kulturze Gloria Artis” (2013)